# 棒头草属
棒头草属（学名：Polypogon）是禾本科下的一个属，为一年生或多年生草本植物。该属共有10种，分布于温带地区。
属名Polypogon源于希腊语polys（多的）和pogon（髯毛）的合成词，指本属植物小花多被髯毛。

## 下属物种
约有6种，分布于两半球的热带和温带地区。中国有3种。部分种类用作饲料。
- 棒头草 Polypogon fugax Nees ex Steud.
- Polypogon interruptus
- 裂颖棒头草 Polypogon maritimus Willd.
- 长芒棒头草 Polypogon monspeliensis (L.) Desf.